# Bromus madritensis
Pour les articles homonymes, voir Brome (homonymie).
Espèce
Classification phylogénétique
Le Brome de Madrid, ou Bromus madritensis, est une espèce de plante du genre Bromus et de la famille des poacées.

## Synonyme
- Anisantha madritensis